# Aplec Excursionista dels Països Catalans
L'Aplec Excursionista dels Països Catalans és un aplec excursionista que se celebra en un indret distint dels territoris de parla catalana cada any, normalment coincidint amb un pont festiu. A més d'excursions, incorpora altres activitats tal com concerts, conferències, visites culturals i el sopar de comiat. S'inicià l'any 1977 al Tossal dels Tres Reis, al massís dels Ports de Tortosa-Beseit, organitzat per la Secció Excursionista del Centre de Lectura de Reus.

## Llista d'Aplecs
| edició        | dates                              | any  | localitat                                                                  | Participants   | lloc web/programa                                                                     | incidències |
| ------------- | ---------------------------------- | ---- | -------------------------------------------------------------------------- | -------------- | ------------------------------------------------------------------------------------- | ----------- |
| I Aplec       | 15 de maig                         | 1977 | Tossal dels Tres Reis (Fredes, Baix Maestrat)                              | 1.100          |                                                                                       |             |
| II Aplec      | 29 d'abril a l'1 de maig           | 1978 | Fort de Bèrnia, (Benissa, Marina Alta)                                     | 300            |                                                                                       |             |
| III Aplec     | 12 al 14 d'octubre                 | 1979 | Santuari de Lluc (Escorca, Mallorca)                                       | 384            |                                                                                       |             |
| IV Aplec      | 1 i 2 de novembre                  | 1980 | Mentet, Conflent                                                           | 760            |                                                                                       |             |
| V Aplec       | 11 al 13 de setembre               | 1981 | Montsec de Rúbies (Vilanova de Meià, Noguera)                              | 600            |                                                                                       |             |
| VI Aplec      | 8 i 9 d'octubre                    | 1982 | Ansalonga (Parròquia d'Ordino, Andorra)                                    | 370            |                                                                                       |             |
| VII Aplec     | 29 al 31 d'octubre i 1 de novembre | 1983 | Les Planes del Montgó (Xàbia, Marina Alta)                                 | 470            |                                                                                       |             |
| VIII Aplec    | 12 al 14 d'octubre                 | 1984 | Binifaldó (Escorca, Mallorca)                                              | 350            |                                                                                       |             |
| IX Aplec      | 1 i 3 de novembre                  | 1985 | Vallestàvia, Conflent                                                      | 430            |                                                                                       |             |
| X Aplec       | 31 d'octubre 1 i 2 de novembre     | 1986 | Ermita de la Santíssima Trinitat (L'Espluga de Francolí, Conca de Barberà) | 441            |                                                                                       |             |
| XI Aplec      | 9 al 12 d'octubre                  | 1987 | Font de la Mariola (Cocentaina, El Comtat)                                 | 880            |                                                                                       |             |
| XII Aplec     | 29 al 31 d'octubre i 1 de novembre | 1988 | Cala Murta (Pollença, Mallorca)                                            | 344            |                                                                                       |             |
| XIII Aplec    | 12 al 15 d'octubre                 | 1989 | Fontmartina (Fogars de Montclús, Vallès Oriental)                          | 530            |                                                                                       |             |
| XIV Aplec     | 1 al 4 de novembre                 | 1990 | Escaró, Conflent                                                           | 500            |                                                                                       |             |
| XV Aplec      | 1 al 3 de novembre                 | 1991 | Preventori (Alcoi, Alcoià)                                                 | 485            |                                                                                       |             |
| XVI Aplec     | 9 al 12 d'octubre                  | 1992 | La Victòria (Alcúdia, Mallorca)                                            | 582            |                                                                                       |             |
| XVII Aplec    | 30 i 31 d'octubre i 1 de novembre  | 1993 | Agramunt, Urgell                                                           | 630            |                                                                                       |             |
| XVIII Aplec   | 29 al 31 d'octubre                 | 1994 | Cocentaina, Comtat                                                         | 620            |                                                                                       |             |
| XIX Aplec     | 12 al 15 d'octubre                 | 1995 | Prats de Molló, Vallespir                                                  | 630            |                                                                                       |             |
| XX Aplec      | 1 al 3 de novembre                 | 1996 | Esporles, Mallorca                                                         | 600            |                                                                                       |             |
| XXI Aplec     | 6 al 8 de desembre                 | 1997 | Arnes, Terra Alta                                                          | 500            |                                                                                       |             |
| XXII Aplec    | 9 al 12 d'octubre                  | 1998 | Vilafranca, Ports                                                          | 554            |                                                                                       |             |
| XXIII Aplec   | 30 i 31 d'octubre i 1 de novembre  | 1999 | Sant Cugat del Vallès, Vallès Occidental                                   | 418            |                                                                                       |             |
| XXIV Aplec    | 12 al 15 d'octubre                 | 2000 | La Tor de Querol, Alta Cerdanya                                            | 530            |                                                                                       |             |
| XXV Aplec     | 12 al 14 d'octubre                 | 2001 | Prades, Baix Camp                                                          | 477            |                                                                                       |             |
| XXVI Aplec    | 1 al 3 de novembre                 | 2002 | Ermita de Betlem (Artà, Mallorca)                                          | 600            |                                                                                       |             |
| XXVII Aplec   | 5 al 8 de desembre                 | 2003 | La Vall d'Alcalà (Alcalà de la Jovada, Marina Alta)                        | 1.366          |                                                                                       |             |
| XXVIII Aplec  | 29 al 31 d'octubre i 1 de novembre | 2004 | Sant Pau de Segúries, Ripollès                                             | 1.057          | programa                                                                              |             |
| XXIX Aplec    | 28 al 31 d'octubre i 1 de novembre | 2005 | Ontinyent, Vall d'Albaida                                                  | 700            | programa                                                                              |             |
| XXX Aplec     | 12 al 15 d'octubre                 | 2006 | Pollença, Mallorca                                                         | 400            | www.secciodemuntanya.es Arxivat 2011-01-17 a Wayback Machine.                         |             |
| XXXI Aplec    | 1 al 4 de novembre                 | 2007 | Prats de Molló, Vallespir                                                  | 500            | http://clubdelittenimcatala.wordpress.com                                             |             |
| XXXII Aplec   | 5 al 8 de desembre                 | 2008 | Monistrol de Montserrat, Bages                                             | 1.150          | programa                                                                              |             |
| XXXIII Aplec  | 4 al 8 de desembre                 | 2009 | Simat de la Valldigna i Benifairó de la Valldigna, Safor                   | 1.000          | www.uv.es/lanuza/webAplec.html                                                        |             |
| XXXIV Aplec   | 29 al 31 d'octubre i 1 de novembre | 2010 | El Port de Sóller, Mallorca                                                | 700            | alguer2011.aplecexcursionista.cat/34_aplec.html Arxivat 2020-06-12 a Wayback Machine. |             |
| XXXV Aplec    | del 29 d'octubre a l'1 de novembre | 2011 | l'Alguer, Sardenya                                                         | 1.000          | alguer2011.aplecexcursionista.cat Arxivat 2012-09-02 a Wayback Machine.               |             |
| XXXVI Aplec   | de l'1 al 4 de novembre            | 2012 | Prada de Conflent, Catalunya Nord                                          | 712            | prada2012.aplecexcursionista.cat Arxivat 2012-09-15 a Wayback Machine.                |             |
| XXXVII Aplec  | de l'1 al 3 de novembre            | 2013 | Andorra                                                                    | No hi ha dades | andorra2013.aplecexcursionista.cat                                                    |             |
| XXXVIII Aplec | del 5 al 8 de desembre             | 2014 | Berga, Berguedà                                                            | 700            | aplec2014.cec.cat                                                                     |             |
| XXXIX Aplec   | del 8 al 12 d'octubre              | 2015 | Pedreguer, Marina Alta                                                     | 750            | aplec2015.cep-pedreguer.org Arxivat 2015-12-22 a Wayback Machine.                     |             |
| XL Aplec      | del 28 d'octubre al 1r de novembre | 2016 | Esporles, Mallorca                                                         | 550            |                                                                                       |             |
| XLI Aplec     | del 6 al 10 de desembre            | 2017 | Reus, Baix Camp                                                            | 425            |                                                                                       |             |
| XLII Aplec    | del 1r al 4 de novembre            | 2018 | La Sénia, Montsià                                                          | 400            | http://www.aplecexcursionistalasenia.org Arxivat 2021-01-24 a Wayback Machine.        |             |
| XLIII Aplec   | del 31 d'octubre al 3 de novembre  | 2019 | Arles, Vallespir                                                           | 600            | http://www.sudcanigo.cat/ Arxivat 2019-12-07 a Wayback Machine.                       |             |
| XLIV Aplec    | del 4 al 8 de desembre             | 2022 | Alcoi, l'Alcoià                                                            | 618            | https://aplecalcoi2022.org/                                                           |             |
| XLV           | de l'11 al 15 d'octubre            | 2023 | Olot, Garrotxa                                                             | 700            | https://aplecolot.cat/                                                                |             |
| XLVI          | del 31 d’octubre al 3 de novembre  | 2024 | Puigcerdà, Cerdanya                                                        | 700            |                                                                                       |             |
| XLVII         |                                    | 2025 | Tortosa, Baix Ebre                                                         |                |                                                                                       |             |